# Charleroi
Charleroi (Chålerwè o Tchålerwè en való) és un municipi belga de la província d'Hainaut a la regió valona. Té uns 201.600 habitants, essent la primera ciutat valona i la tercera belga en nombre d'habitants. Si tenim en compte tota la seva àrea metropolitana aquesta xifra puja fins als 423.200 (5a a Bèlgica). És un centre industrial important sobretot en sectors com la siderurgia, la química i el vidre. Tot i que tradicionalment la indústria del carbó ha estat la més important, ara ja ha pràcticament desaparegut. La ciutat també és coneguda pel seu aeroport, anomenat Charleroi Brussel·les-Sud. Es tracta del segon aeroport del país en transport de passatgers. Hi aterren principalment aerolínies de baix cost i és una porta d'accés a Brussel·les que es troba a uns 50 quilòmetres al nord.
Els alemanys, van derrotar l'exèrcit francès a la Batalla de Charleroi el 21 d'agost de 1914 al principi de la Primera Guerra Mundial

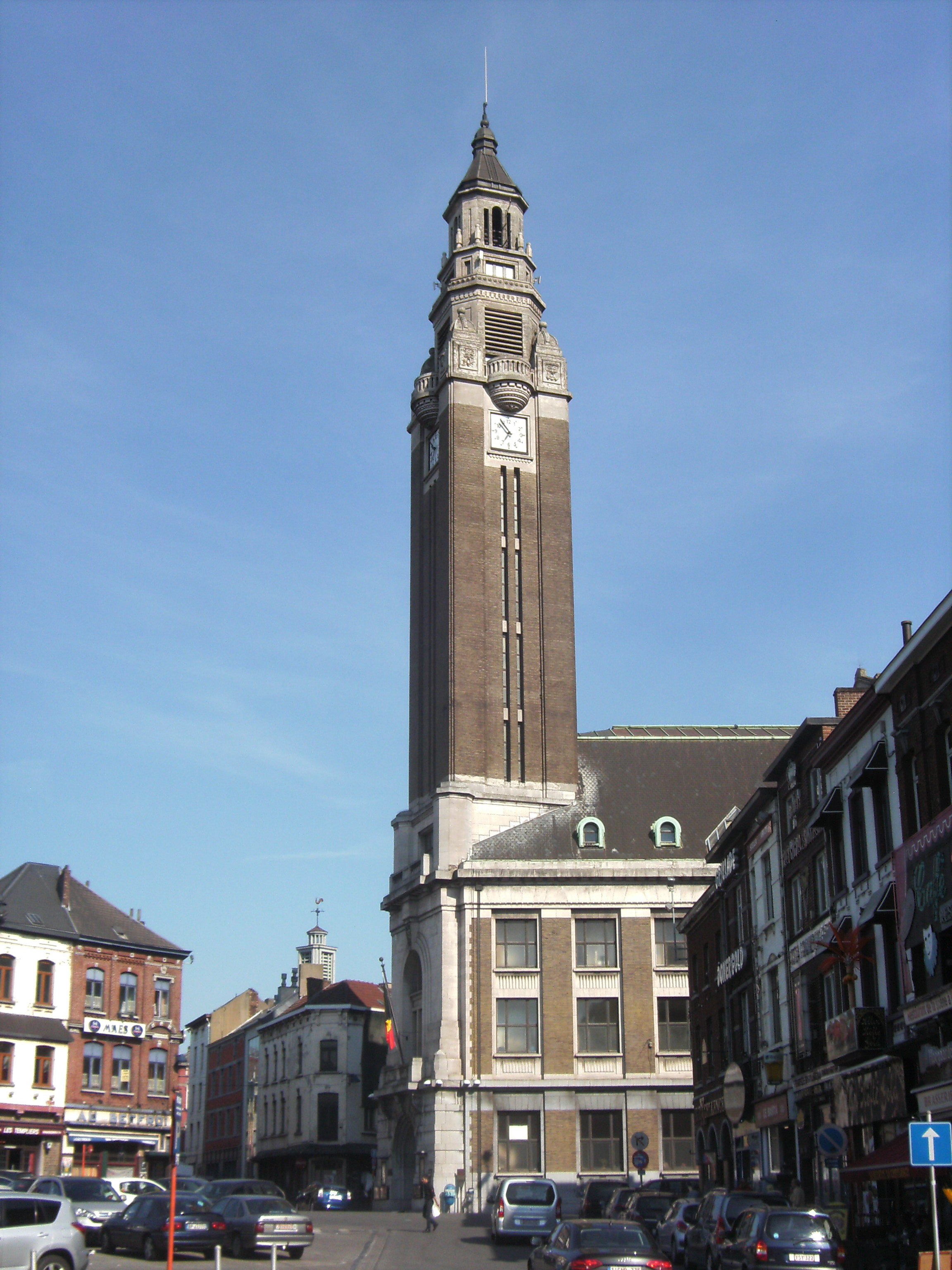
Belfort de Charleroi.

## Fills il·lustres
- Ferdinand Le Borne, compositor.